# Eclissi solare del 20 maggio 1966
L'eclissi solare del 20 maggio 1966 è un evento astronomico che ha avuto luogo il suddetto giorno attorno alle ore 9.39 UTC. 
L'eclissi, di tipo anulare, è stata visibile in alcune parti dell'Europa (Grecia), dell'Africa (Algeria, Guinea, Libia e Mali), dell'Asia (Cina e Turchia) e della Russia.
L'eclissi è durata 5 secondi e l'ombra lunare sulla superficie terrestre ha raggiunto una larghezza di 3 km. L'evento del 20 maggio 1966 è stata la prima eclissi solare nel 1966 e la 152ª nel XX secolo. La precedente eclissi solare ebbe luogo il 23 novembre 1965, la seguente il 12 novembre 1966.

## Percorso e visibilità
Il primo contatto dell'ombra lunare sulla superficie terrestre si è avuto nel mezzo dell'Oceano Atlantico e le prime terre toccare sono state Guinea, Mali, Algeria, Libia, Grecia, raggiungendo il punto di massima eclissi sull'isola di Lesbo; proseguendo ha attraversato la Turchia e l'Unione Sovietica (ora parte di Russia e Kazakistan) terminando in Cina.
Oltre alla suddetta eclissi anulare stretta, l'eclissi solare parziale poteva essere vista in penombra lunare nella Groenlandia orientale, nel territorio sud-orientale di Terranova in Canada, al confine nord-orientale del Brasile, nell'intera Europa esclusi i territori più a oriente. L'eclissi parziale è stata visibile anche nella maggior parte dei territori africani sud escluso, in quasi tutta l'Asia ad eccezione della punta meridionale, nelle isole orientali dell'India e di alcune sue aree costiere.

## Eclissi correlate

### Eclissi solari 1964 - 1967
Questa eclissi è un membro di una serie di eclissi nel periodo 1964-1967 a nodi alternati ogni 6 mesi sinodici.

### Ciclo di Saros 137
L'evento fa parte del ciclo di Saros 137, che si ripete ogni 18 anni, 11 giorni, contenente 70 eventi. La serie è iniziata con un'eclissi solare parziale il 25 maggio 1389. Comprende eclissi totali dal 20 agosto 1533 al 6 dicembre 1695, una prima serie di eclissi ibride dal 17 dicembre 1713 all'11 febbraio 1804, una prima serie di eclissi anulari da 21 febbraio 1822 al 25 marzo 1876, una seconda serie di eclissi ibride dal 6 aprile 1894 al 28 aprile 1930 e una seconda serie di eclissi anulari dal 9 maggio 1948 al 13 aprile 2507. La serie termina al membro 70 con un'eclissi parziale il 28 giugno 2633. La durata più lunga di un'eclissi totale è stata di 2 minuti e 55 secondi, il 10 settembre 1569. Il ciclo di Saros 137 comprende 55 eclissi ombrali dal 20 agosto 1533 al 13 aprile 2507 (973,62 anni), quasi un millennio.